# Университет Мэриленда в Балтиморе
Университет Мэриленда в Балтиморе — образовательное учреждение, включающее в себя старейшие американские высшие профессиональные школы, а также курсы медицинских сестёр. Расположен на участке площадью 242 811 м² в центре Балтимора. Этот участок был отведён учебному заведению при его основании. С 1 июля 2010 Университет Мэриленда в Балтиморе возглавляет Джей Перман.
В состав Университета Мэриленда в Балтиморе входят:
- Высшая школа медицины — School of Medicine (1807)
- Высшая школа права — School of Law (1816)
- Высшая школа стоматологии — Dental School (1840)
- Высшая школа фармакологии — School of Pharmacy (1841)
- Высшие курсы медицинских сестёр — School of Nursing (1889)
- Аспирантура — Graduate School (1917)
- Высшая школа социальной работы — School of Social Work (1961)

## История университета
Университет Мэриленда в Балтиморе был основан в 1807 году как Высшая Медицинская Школа. В 1812 она была переименована в Мэрилендский Университет, который получил право на формирование нескольких новых факультетов — юриспруденции, теологии, искусства и наук. Юридический факультет была основана в 1816, и функционировал до 1868, хотя и с перерывами. Факультет искусства и наук работал на протяжении всего XIX века, но тоже не постоянно. Университет был расположен на территории института Святого Джорджа до тех пор, пока Мэрилендский государственный институт (институт развития земель штата) не стал частью Университета штата Мэриленд. В 1970 году генеральная ассамблея штата Мэриленд издала постановление об объединении Университетов штата Мэриленд расположенных на пяти кампусах. В новую структуру вошли Университет Мэриленда в Балтиморе, Университет Мэриленда в Колледж Парке, Университет Мэриленда Восточного побережья, Университет Мэриленда Универ-Институт. Офис президента нового конгломерата расположили в Колледж Парке. Каждый кампус возглавляет свой руководитель.

## История профессиональных школ

### Школа стоматологии
Школа стоматологии при Университете Мэриленда в Балтиморе является старейшей в мире. Основанная в 1840 как Балтиморский Институт Стоматологической Хирургии (Baltimore College of Dental Surgery — BCDS), она была позднее переименована постановлением Генеральной ассамблеи штата Мэриленд. Основателями Института были доктора Гораций Х. Хейден (Horace H. Hayden) и Чапин А. Харрис (Chapin A. Harris). В октябре 2006 Школа Стоматологии переехала в новое, специально возведенное для неё здание. Это здание обошлось системе здравоохранения штата Мэриленд в 140 миллионов долларов.

### Школа права
Школа права приняла первых студентов в 1816 году, и называлась «Мэрилендский институт законоведения». Расположен институт был в просторном и уютном здании на Саус (South) улице, недалеко от Маркет (Market) улицы в центре Балтимора. Учебное заведение явилось третьей по старшинству школой юриспруденции в Америке. Основатель школы эсквайр Давид Хофман (David Hoffman Esq.) составил руководство по изучению юридического дела, которое имело большое и долгосрочное влияние на программы других школ юриспруденции по всей Америке и привело к развитию программ юридической этики. В 2002 году Высшая школа права переехала в новое здание по соседству с Вестминтерским пресвитерианским кладбищем. Школа права при Мэрилендском университете в Балтиморе является единственной школой юриспруденции в США на чьей территории находится захоронение известного автора — поэта Эдгар Алан По. В зале Вестминстерского костела часто проходят университетские мероприятия. Часто зал Вестминстерского костела арендуют молодые пары для проведения свадебных церемоний.
По результатам опроса издания «Новости США и мира» Школа права при Мэрилендском университете в Балтиморе занимает 36 строчку в списке лучших программ по изучению юриспруденции в США. Она также входит в десятку лучших программ, специализирующихся в изучении законов здравоохранения, работы с пациентами, а также охраны окружающей среды. Средний проходной балл из выписки об получении степени бакалавра у студентов принятых в программу 3.65 из четырёх возможных. Средний проходной бал по экзамену ЛСАТ (LSAT — Law School Admission Test, обязательном при поступлении на программу) 162. Только 16,1 % абитуриентов проходят конкурсный отбор — один из самых низких процентов поступающих в подобные учебные заведения по США. Школа права при Мэрилендском университете в Балтиморе ежегодно выпускает примерно 250 студентов со своего дневного отделения, и 50 с вечернего.
Декана Высшей школы права при Мэрилендском университете в Балтиморе является Дональд Тобин (Donald Tobin).

### Высшая медицинская школа
Медицинская школа Мэрилендского университета была основана в 1807 году, и стала первой государственной, пятой по счету медицинской школой США. При Медицинской школе Мэрилендского университета первой была учреждена программа прохождения практики выпускниками школы, впоследствии получившей название ординатура. Главный корпус школы, Зал Дэвиджа, возведенный в 1812 году, является старейшим строением во всем северном полушарии в котором лекции для студентов проводятся непрерывно со дня открытия. Зал Дэвиджа внесен в Национальный реестр исторических мест. В пятидесятых годах XX века зданию было присвоено имя первого ректора Джона Биля Давиджа (Dean John Beale Davidge).
Выпускники Медицинской школы Мэрилендского университета по окончании программы получают диплом магистра медицины (MD) и магистра здравоохранения (MPH). В 2005 большинство кафедр предлагавших своим студентам программы по получению докторской степени подверглись преобразованиям, и теперь включены в единую программу под названием «Аспирантура в области естественных наук».
В настоящее время в состав Медицинской школы Мэрилендского университета входит кафедра физиотерапии и реабилитации, основанная в 1956 году. Выпускники этой кафедры могут получить звание доктора физиотерапии (DPT), что занимает три года, звание доктора наук в области реабилитации, или двойной диплом, включающий обе дисциплины (DPT/PhD). В рейтинге всех американских программ физиотерапии по результатам опроса издания «Новости США и мира» за 2010 год, программа физиотерапии и реабилитации при Медицинской школе Мэрилендского университета занимает 15 место.
Кафедра технологии научных исследований в медицине (Department of Medical and Research Technology — DMRT) также является частью Медицинской школы Мэрилендского университета. В зависимости от программы обучения, выпускники этой кафедры по окончании курса получают диплом бакалавра, магистра, или специализированный сертификат. Кафедра технологии научных исследований в медицине является единственной кафедрой под крылом Медицинской школы Мэрилендского университета предлагающей программу по получению степени бакалавра.
Медицинская школа Мэрилендского университета заняла 30-е место в лечении пациентов, и 41-е место в области медицинских исследований среди медицинских школ Америки по результатам опроса издания «Новости США и мира» за 2008 год. 8,4 % всех абитуриентов проходят отбор и становятся студентами Медицинской школы Мэрилендского университета. В 2007 году проходило широкое празднование двухвекового юбилея школы. Ректором школы в настоящее время является доктор И. Альберт Рис.
Медицинская школа Мэрилендского университета подверглась критике за включение в программу обучения предметов по нетрадиционной медицине, в частности, гомеопатии. Стивен Зальцберг высказал предположение что такой подход даёт студентам лживые понятия о работе врача.
Медицинская школа Мэрилендского университета открыла два исследовательских института: Институт человеческой вирусологии (IHV), и Институт генома человека (IGS).
Институт человеческой вирусологии
Основан в 1996 году.

### Высшая школа фармакологии
Высшая школа фармакологии при Мэрилендском университете в Балтиморе была основана в 1841 году, и явилась четвёртой школой фармакологии во стране (первой в штате Мэриленд). В неё входят три кафедры: кафедра практической фармакологии, Кафедра научной фармакологии, и кафедра экспериментально-лечебной фармакологии. В 2006 году школа приняла только 11,4 % всех подавших заявление на поступление студентов. В рейтинге издания «Новости США и мира» за 2016 год, Высшая школа фармакологии при Мэрилендском университете в Балтиморе находится на 9-й позиции.

### Высшая школа социальной работы
По результатам опроса издания «Новости США и мира», Высшая школа социальной работы при Мэрилендском университете в Балтиморе заняла 18-е место среди учебных заведений подобного профиля в 2008 и 16-е в 2012.

### Аспирантура
Основана в 1918 году. Предлагает программы в 43 дисциплинах, некоторые из них в партнёрстве с Мэрилендским университетом Балтиморского округа.

## Известные выпускники и преподаватели
- Тед Софоклеус — американский политик-демократ